# Metrostation

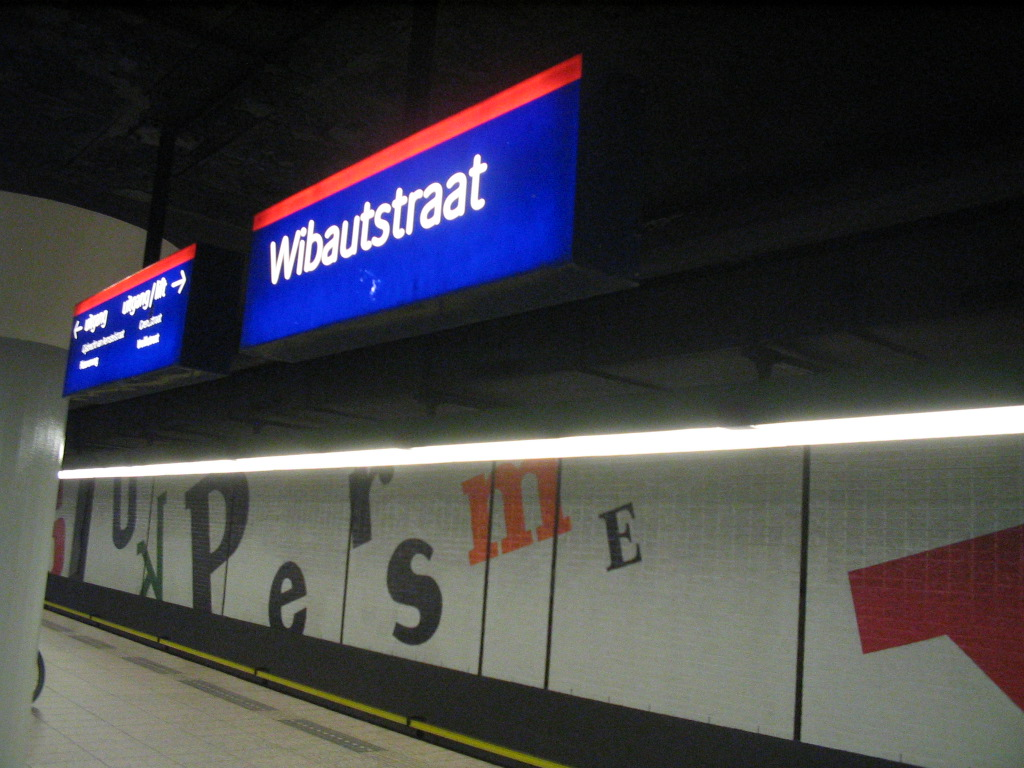
Metrostation Wibautstraat in Amsterdam

Een metrostation is een station waar metrotreinen stoppen om passagiers te laten in- of uitstappen.
Een metrolijn bevindt zich vaak onder de grond, vooral in het stadscentrum, en het station dus ook.
Bovengronds is alleen een klein gebouwtje zichtbaar of een aantal trappen in het trottoir.
Is het station bij een druk kruispunt, dan is er vaak op elke hoek een trap naar beneden. Het station kan dan ook als oversteektunnel dienen.
Vooral buiten het centrum rijdt een metro veelal boven de grond op een viaduct of dijklichaam. Hierbij is het metrostation dus boven de grond.
Er zijn echter steden waar alle stations ondergronds zijn.